# Paramo-növényzet

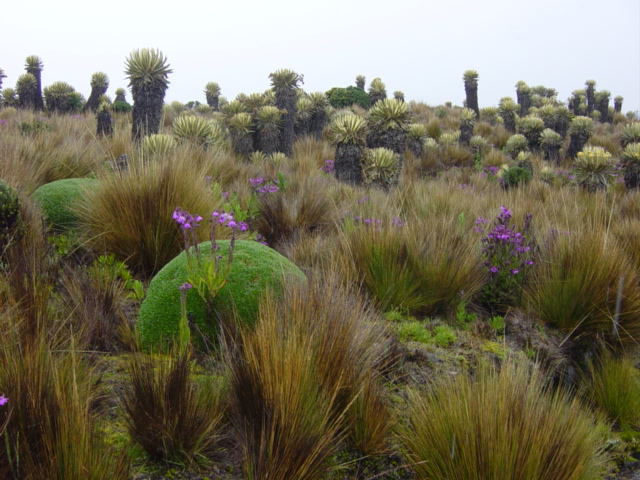
A Páramo de Santa Isabel a Los Nevados Nemzeti Parkban (Kolumbia)

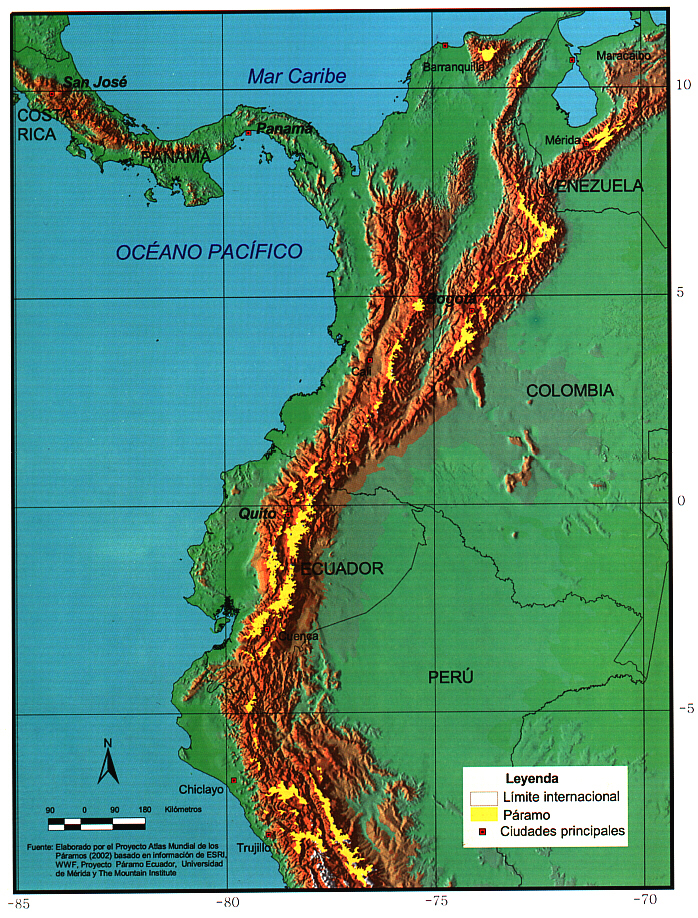
A paramo-növényzet (sárga színnel) elterjedése Dél- és Közép-Amerikában

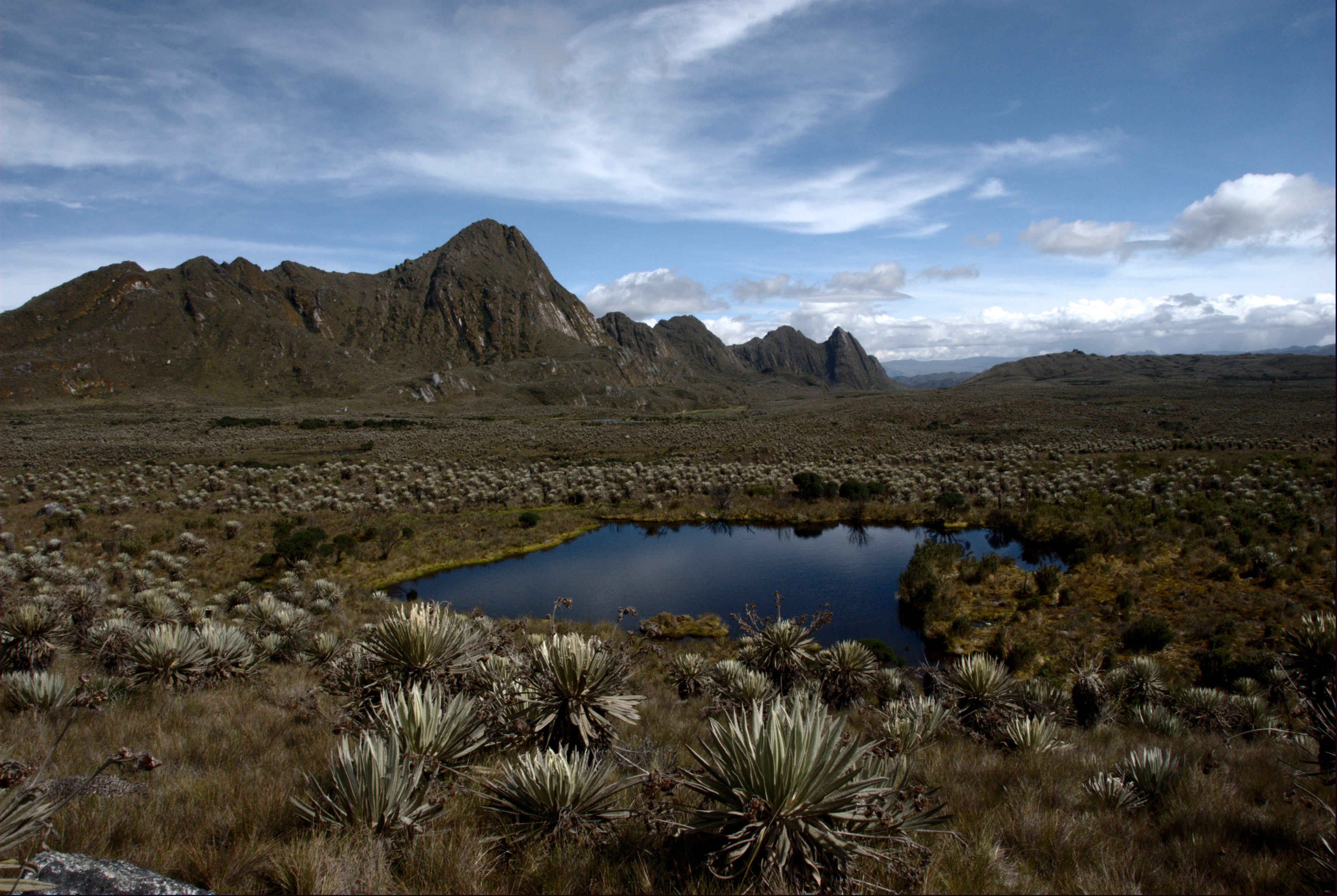
A Páramo de Sumapaz a világ legnagyobb összefüggő paramo-növényzetű területe (Kolumbia)

A paramo-növényzet (a spanyol eredetiben és az angol nyelvű irodalomban: páramo) a trópusi hegyvidékek jellegzetes növénytársulása, az Európában megszokott havasi törpecserjés növénytársulás trópusi analógja. Egyes vélemények szerint a Föld legsérülékenyebb növénytársulásai közé tartozik.

## Helyzete, éghajlata
Az erdőhatár (3800–4200 m) és a hóhatár (4200–4800 m) között fejlődik ki a tierra helada (azaz „faɡyos terület”) nedvesebb részein — ott, ahol az éves középhőmérséklet: 0–6 °C, a csapadék < 1000 mm. Jellemző a jelentős fagyváltozékonyság; az éghajlat napszakos jellegű (nappal nyári, éjjel téli). Az éves hőingás a napinál jóval kisebb. Legnagyobb összefüggő előfordulási területe Kolumbia Meta, Huila és Tolima megyéiben, a Nevado Ruíz Nemzeti Parkban van.
Ugyanebben az éghajlati zónában, a szárazabb területeken a Puna-formáció (havasi rét) a jellemző — fás szárú növények nélkül, a szárazságot és a fagyot tűrő gyepekkel (csenkesz, árvalányhaj stb.) és Dél-Amerikában kaktuszokkal.

## Növényzete
Növénytakarója jellemzően háromszintes, egy cserjeszinttel és egy gyepszinttel. A moha- és zuzmószint a fák törzsén, illetve ágain fejlődik ki.
Fás szárú növényei jellemzően a különböző törzsszukkulens üstökösfák. Ezek fajösszetétele kontinensenként jelentősen különbözik:
- a dél-amerikai üstökösfák egyszikűek:
  - frailejón (Espeletia spp.),
  - Culticium spp.,
  - Puya spp. fajokkal;
- az afrikaiak pedig kétszikűek; köztük:
  - az aggófűfélék közé tartozó Dendrosenecio és
  - a lobélia (Lobelia)-fajok

dominálnak.
Az Andokban az üstökösfákhoz képest alárendelt szerepet játszanak a rozmaring- és égerfajok, valamint az agraz (andesi áfonya, Vaccinium meridionale).
'Lágyszárú növényzete alhavasi gyeptakaró jellegű. Ebben a pázsitfűfélék jellemzően zsombékolnak, a kétszikűek párnásan nőnek.

## Állatvilága
A nagyobb gerincesek közül Dél-Amerikában jellemző:
- alpaka,
- guanakó,
- vikunya,
- láma (Lama glama),
- puma,
- csincsilla,
- kondorkeselyű[6]